# 맥도널 더글러스 F/A-18 호넷
맥도널 더글러스 F/A-18 호넷(영어: Mcdonnell Douglas F/A-18 Hornet)은 현대식 전천후 전폭기(strike fighter)다. 전투기(fighter aircraft)와 공격기(attack aircraft)의 임무를 충족하기 위해 1970년대에 설계되었다. 미 공군 경전투기 개발사업에서 YF-16에게 패배한 YF-17을 미 해군이 새롭게 개량해서 나온 게 F/A-18이다. 미 해군과 미 해병, 그리고 몇몇 나라들에서 운용 중이다. 이 전투기는 항공 대공 방어, SEAD(suppression of enemy air defenses: 적 방공망 제압), 저지(interdiction: 군사 행동을 저지하기 위한 폭격), 근접 또는 종심(deep) 공중지원, 정찰, 공중전방통제 (AFAC: Airborne Forward Air Control)의 임무를 수행한다. 이 전투기의 입증된 다재다능함(versatility)과 신뢰성은 이후 중요한 항공모함의 자산이 되게 했지만, 비교적 짧은 항속거리와 상당한 전투 무장을 하고서 항모 착륙이 불가능하다는 점은 F/A-18의 단점이다.
대한민국에서 1991년경 진행된 율곡 사업에서는 유력한 최종 도입 후보로 거론이 되었으나 단발 엔진이던 F-16보다 높은 운용 비용과 한쪽 엔진으로도 비행이 가능한 쌍발 엔진의 추력 대비 비효율성, 높은 정비 비용이 드는 최첨단의 이중화된 조종석 컴퓨터 등의 문제로 도입이 무산된다.

## 운용국가

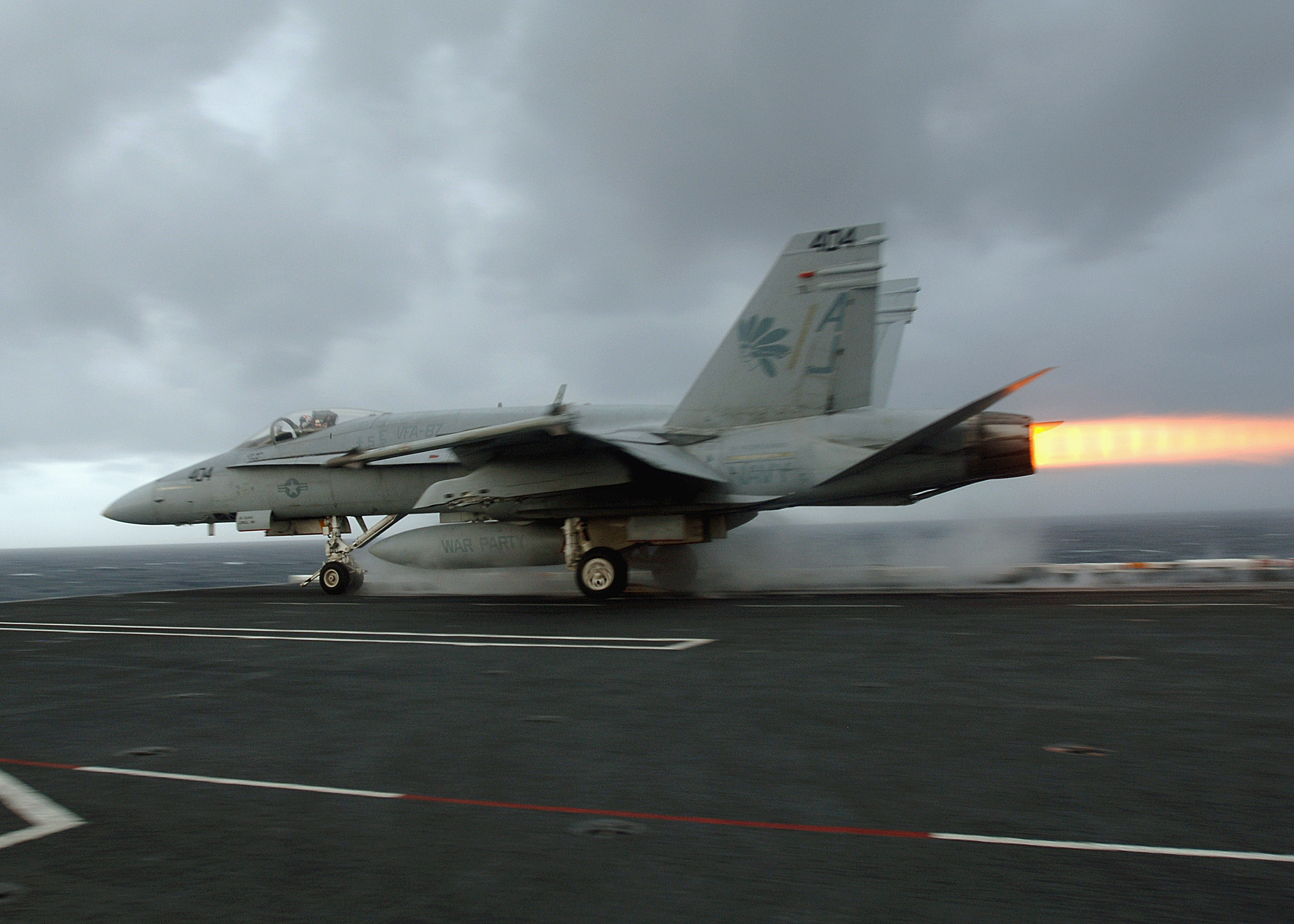
USS 시어도어 루스벨트 (CVN-71)에서 애프터버너를 켜며 이륙하는 F/A-18A

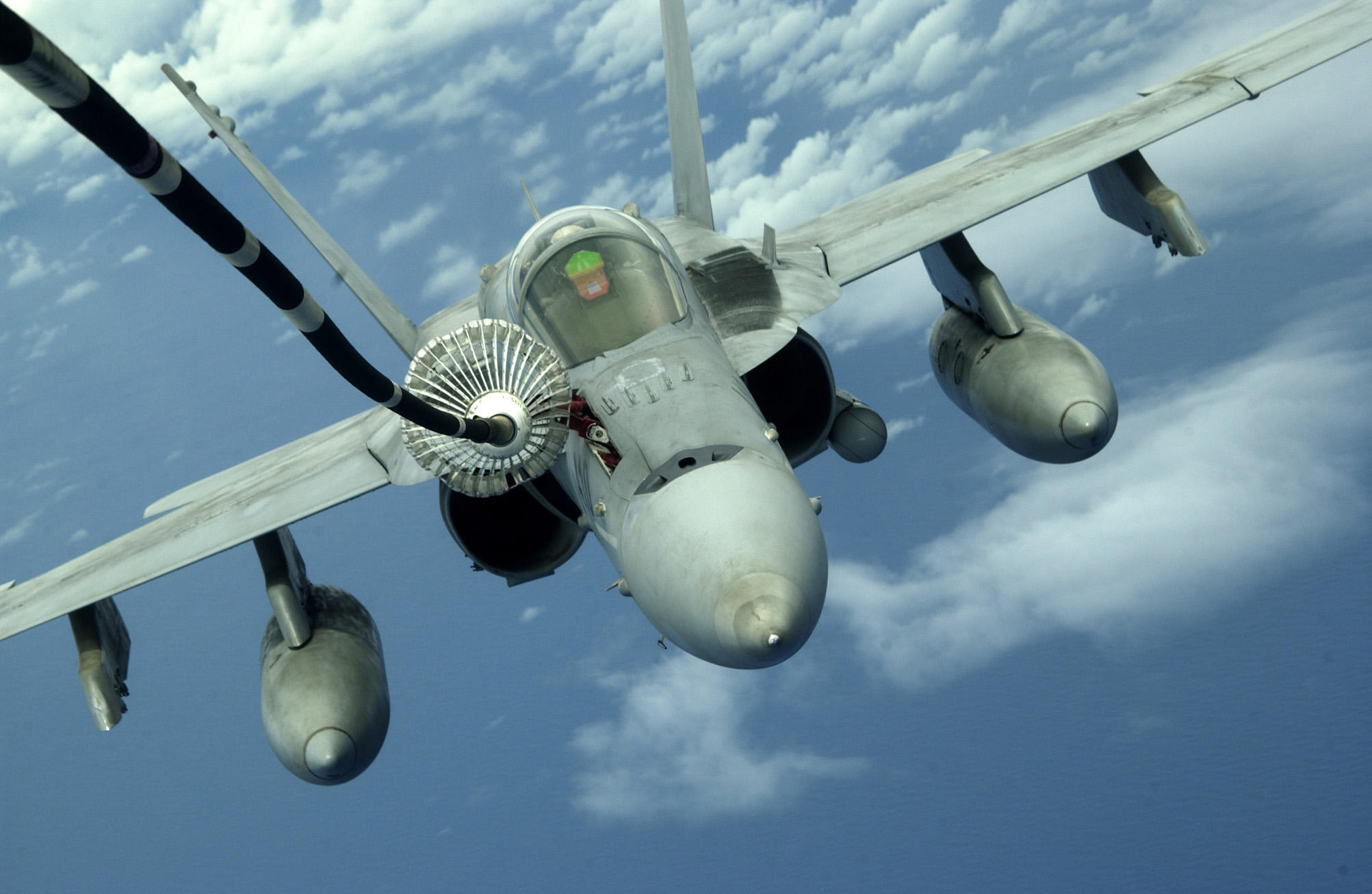
공중급유중인 F/A-18D

- 미국 : 미국 해군, 미국 해병대, NASA(총 1,048대). 미 해군의 시범비행단인 블루 엔젤에서도 사용한다.
- 오스트레일리아 : 오스트레일리아 공군(Royal Australian Air Force, RAF) 71대
- 캐나다 : 캐나다군 항공사령부(통합사령부 개념을 채택한 캐나다에서 공군을 의미함) CF-1888A 및 CF-188B a/k/a형 138대
- 핀란드 : 핀란드 공군, 63대 보유(이 중 한 대는 2001년에 사고로 상실)
- 쿠웨이트 : 쿠웨이트군(Al Quwwat Aj Jawwaiya Al Kuwaitiya) 40대. (1990년 8월 이라크 침공 전에 선주문된 것들임)
- 말레이시아 Tentera Udara Diraja Malaysia D형 8대 보유 중
- 스페인 에스파냐 공군(Ejército del Aire, 72대의 EF-18 및 미국의 잉여기체 중 24대의 F/A-18을 추가로 확보
- 스위스 : 스위스 공군 33대

## 제원

### 일반특성
- 조종사: 1인승(A/C) 2인승(B/D)
- 단가: $39.5 Million
- 계약자: 주계약자: 맥도넬 더글러스; 메이저 부계약자: 노스럽 그러먼 (E/F 모델은 보잉사가 제작한다)
- 초도비행:
  - 1978년 11월
  - 1995년 11월 (E/F 모델)
- 실전배치:
  - 1983년 10월 (A/B 모델)
  - 1987년 9월 (C/D 모델)
  - 2001년 9월 (E/F 모델)
- 레이다 : AN/APG-65

#### 크기
- 길이: 56 ft 4 in (17.1 m)
- 날개폭: 40 ft (12.3 m)
- 높이: 15 ft 4 in (4.7 m)
- 날개면적: 300 ft² (27.87 m²)

#### 중량
- 체공중량: 24,700 lb (11,200 kg)
- 전투 중량: 37,150 lb (16,850 kg)
- 최대이륙중량: 51,550 lb (23,400 kg)

#### 추진기관
- 엔진: 2x  F404-GE-102 엔진제너럴 일렉트릭 F404-GE-402 enhance performance turbofans
- 추력: 17,751 lbf per engine (79 kN) thrust

### 성능
- 최대속도: 마하 1.8
- 실용상승한도: 50,000 ft (15,000 m)
- 추력 대 중량비: >1
- 항속거리: 2,000 km(1,089 nmi)
- 전투행동반경: 535 km(290 nmi)

### 무장
9개의 파일런 (2개의 윙팁, 4개의 날개하부, 3개의 동체하부)
- 기관포: M61 벌컨 20 mm 개틀링건
- 미사일:
  - 공대공: AIM-9 사이드와인더, AIM-132 ASRAAM, AIM-120 암람, AIM-7 스패로우
  - 공대지: AGM-62 월아이, AGM-65 매버릭, AGM-88 함, AGM-154 JSOW, AGM-158 JASSM, KEPD 350 타우러스
  - 대함: AGM-84 하푼
- 폭탄: CBU-87 클러스터, CBU-89, CBU-97, 페이브웨이, JDAM, Mk 82/MK 83/Mk 84 무유도 범용폭탄, B61 항공기용 전술 핵폭탄

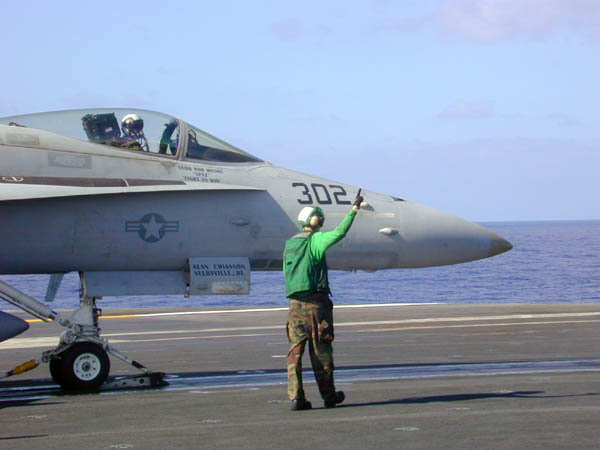
USS '아브라함 링컨'호의 비행갑판 캐터펄트에 고정된 F/A-18

## 더 읽어보기

### 관련 기종
- YF-17 코브라
- F/A-18E/F 슈퍼 호넷
- F/A-18C/TC 호넷 (오스트레일리아 공군용)
- CF-18 호넷 (캐나다 공군용 파생형)
- F-18 호넷 (스위스/핀란드형 파생형)
- 그라울러 (전자전기)
- EF-18 호넷 (스페인 공군용 파생형)

### 유사 기종
- F-16
- 미그 29
- 미라주 2000
- AIDC F-CK-1 칭꾸오
- 미쓰비시 F-2
- 청두 J-10
- JF-17

### 일련 기체
- F-15 이글 -
- F-16 파이팅팰콘 -
- YF-17 코브라 -
- F/A-18 -
- F-20 타이거샤크 -
- F-21 -
- F-22 랩터

## 같이 보기
- 노스롭 YF-17 코브라
- 보잉 F/A-18E/F 슈퍼 호넷
- 보잉 EA-18G 그라울러
- 다소 라팔
- 유로파이터 타이푼
- 제너럴 다이내믹스 F-16 파이팅 팰컨
- 청두 J-10
- 미코얀 MiG-29K

## 참고자료
- Kelly, Orr, "Hornet: the inside story of the F/A-18", Novato: Presido Press, 1990, ISBN 0-89141-344-8
- F/A-18 Hornet from Air to Air Combat.com
- F/A-18 Hornet from the Federation of American Scientists
- F/A-18 Background Info